# Maevia trilineata
Maevia trilineata là một loài nhện trong họ Salticidae.
Loài này thuộc chi Maevia. Maevia trilineata được Władysław Taczanowski miêu tả năm 1878.